# Ocolul Pământului în 80 de zile (film din 1956)

Afișul original al filmului

Ocolul Pământului în 80 de zile grafiat la momentul lansării Ocolul Pămîntului în 80 de zile, (titlu original: în engleză Around the World in 80 Days) este un film american din 1956 regizat de Michael Anderson. Rolurile principale au fost interpretate de actorii Cantinflas (Mario Fortino Alfonso Moreno Reyes), David Niven și Robert Newton. A câștigat Premiul Oscar pentru cel mai bun film.

## Distribuție
- David Niven – Phileas Fogg
- Cantinflas – Passepartout
- Shirley MacLaine – Prințesa Auda
- Robert Newton – Inspector Fix

### Cameo
- Finlay Currie - Andrew Stuart, Reform Club member
- Robert Morley - Gauthier Ralph, Reform Club member and Bank of England Governor
- Ronald Squire - a Reform Club member
- Basil Sydney - a Reform Club member
- Noël Coward - Roland Hesketh-Baggott, London employment agency manager
- Sir John Gielgud  - Foster, Fogg's former valet
- Trevor Howard - Denis Fallentin, Reform Club member
- Harcourt Williams - Hinshaw, a Reform Club steward
- Martine Carol - a girl in the Paris railway station
- Fernandel - a Paris coachman
- Charles Boyer - Monsieur Gasse, balloonist
- Evelyn Keyes - a Paris flirt
- José Greco - a flamenco dancer
- Luis Miguel Dominguín - a bullfighter
- Gilbert Roland - Achmed Abdullah
- Cesar Romero - Abdullah's henchman
- Alan Mowbray - the British Consul at Suez
- Sir Cedric Hardwicke - Sir Francis Cromarty
- Melville Cooper - Mr. Talley, steward on the RMS Mongolia
- Reginald Denny - a Bombay police inspector
- Ronald Colman - a Great Indian Peninsular Railway official
- Robert Cabal - an elephant driver-guide
- Charles Coburn - a Hong Kong steamship company clerk
- Peter Lorre - a steward on the SS Carnatic
- George Raft - the bouncer of the Barbary Coast Saloon
- Red Skelton - a drunk at the saloon
- Marlene Dietrich - the saloon hostess
- John Carradine - Col. Stamp Proctor of San Francisco
- Frank Sinatra - the saloon pianist
- Buster Keaton - a train conductor (San Francisco to Fort Kearney)
- Col. Tim McCoy - a US Cavalry Colonel
- Joe E. Brown - the Fort Kearney stationmaster
- Andy Devine - the first mate of the SS Henrietta
- Edmund Lowe - the engineer of the SS Henrietta
- Victor McLaglen - the helmsman of the SS Henrietta
- Jack Oakie - the Captain of the SS Henrietta
- Beatrice Lillie - a London revivalist leader
- John Mills - a London carriage driver
- Glynis Johns - a Sporting Lady
- Hermione Gingold - a Sporting Lady
- Edward R. Murrow - the prologue narrator
- A. E. Matthews - a Reform Club member
- Ronald Adam - a Reform Club steward
- Walter Fitzgerald - a Reform Club member
- Frank Royde - a clergyman
- Mike Mazurki - a Hong Kong drunk (nemenționat)
- Richard Wattis - Inspector Hunter of Scotland Yard (nemenționat)
- Keye Luke - an old man at Yokohama travel office (nemenționat)
- Felix Felton - a Reform Club member (nemenționat)